# 佐近益栄
佐近 益栄（さこん ますえ、明治23年（1890年）8月7日 - 昭和5年（1930年）12月14日）は日本の小説家。ペンネームは江外（こうがい）。旧姓は江村、大田。

## 略歴
鳥取県西伯郡境町（現・境港市）の茶屋・江村家に生まれ、幼くして母を亡くし福定村の大田家に引き取られて成長する。1912年、佐近たみよと結婚して「佐近」姓となる。1913年に鳥取師範学校（現・鳥取大学）を卒業し境小学校、中浜小学校の教師となる。1919年、「大阪朝日新聞」の懸賞小説に応募、選外佳作となる。1920年には報知新聞社学芸部に入社し､名記者として知られ文化部長に昇進する。1930年10月、『文学時代』の「新鋭作家総出勤号」に川端康成、平林たい子、井伏鱒二、高見順ら四十六人の一人として名を連ね第一線作家としての地位を得たが、急性肺炎のため40歳で死去した。
佐近の碑は境港市福定町の中央部、北野家の南隣に巨大な自然石で立っている。

## 著書
- 「一滴の露」
- 「お桑」
- 「何が新時代であるか」
- 「僕も少し極端にいう」
- 「義務の後」
- 「陰膳」
- 「煙草の香」
- 「妻の上京」
- 「腕時計」
- 「山陰の奇習」
- 「夢のない国」

等